# イングリッド・ベルグマンス
イングリッド・ベルグマンス（Ingrid Berghmans 1961年8月24日- ）は、ベルギーの柔道家。

## 人物
女子柔道黎明期のスーパースターのひとりで、世界タイトル獲得数は日本の谷亮子に次ぐ2位となっている。得意技は内股、掬投、小内刈、小外刈、寝技。9歳の時に柔道を始め、世界選手権無差別4連覇、自身の階級である72キロ級との2階級制覇など柔道界で大活躍する一方でテレビのインタビューアーや180 cmの長身を活かしての雑誌モデルなどをこなしていた。1987年の世界選手権で無差別5連覇を目指すも、中国の高鳳蓮に敗れた。1990年、ベルギーの柔道家と結婚したことにより事実上の引退となった。

## 主な戦績
(階級表記のない大会は全て72 kg級での成績)
- 1980年 - ヨーロッパ選手権 72 kg級　2位　無差別　2位
- 1980年 - 世界選手権　72 kg超級　3位　無差別　優勝
- 1981年 - ベルギー国際　無差別　3位
- 1981年 - ドイツ国際　3位
- 1981年 - ヨーロッパ選手権　72 kg級　3位　無差別　2位
- 1981年 - オランダ国際　優勝
- 1981年 - イギリス国際　3位
- 1982年 - オランダ国際　優勝
- 1982年 - イギリス国際　 72 kg級　優勝　無差別　3位
- 1982年 - 世界選手権　 72 kg級　2位　無差別　優勝
- 1983年 - ヨーロッパ選手権　72 kg級　優勝　無差別　優勝
- 1983年 - オーストリア国際　優勝
- 1983年 - オランダ国際　優勝
- 1983年 - ベルギー国際　無差別　優勝
- 1983年 - イギリス国際　72 kg級　優勝　無差別　優勝
- 1983年 - 福岡国際　72 kg級　優勝　無差別　優勝
- 1984年 - オランダ国際　優勝
- 1984年 - オーストリア国際　無差別　優勝
- 1984年 - イギリス国際　72 kg級　優勝　無差別　優勝
- 1984年 - 世界選手権　72 kg級　優勝　無差別　優勝
- 1984年 - 福岡国際　72 kg級　2位　無差別　優勝
- 1985年 - ヨーロッパ選手権　優勝
- 1986年 - ベルギー国際　優勝
- 1986年 - ヨーロッパ選手権　72 kg級　3位　無差別　5位
- 1986年 - 世界軍人柔道選手権大会　72 kg級　2位　無差別　2位
- 1986年 - オランダ国際　3位
- 1986年 - イギリス国際　72 kg級　優勝　無差別　優勝
- 1986年 - 世界選手権　72 kg級　2位　無差別　優勝
- 1986年 - 福岡国際　72 kg級　優勝　無差別　3位
- 1987年 - ドイツ国際　2位
- 1987年 - ヨーロッパ選手権　72 kg級　2位　無差別　優勝
- 1987年 - 世界軍人柔道選手権大会　66 kg級　優勝　無差別　2位
- 1987年 - オランダ国際　優勝
- 1987年 - イギリス国際　72 kg級　優勝　無差別　優勝
- 1987年 - 世界選手権　72 kg級　2位　無差別　2位
- 1987年 - 福岡国際　72 kg級　優勝　無差別　3位
- 1988年 - フランス国際　2位
- 1988年 - イギリス国際　優勝
- 1988年 - ヨーロッパ選手権　72 kg級　優勝　無差別　優勝
- 1988年 - ソウルオリンピック(公開競技)　優勝
- 1988年 - 福岡国際　72 kg級　3位
- 1989年 - イギリス国際　優勝
- 1989年 - ヨーロッパ選手権　72 kg級　優勝　無差別　3位
- 1989年 - 世界選手権　72 kg級　優勝　無差別　5位